# Чистяк
По современной классификации на основании системы APG IV все представители рода Чистяк включены в состав рода Лютик (Ranunculus), название является устаревшим синонимом.
Чистя́к (лат. Ficaria) — род растений, входящий в семейство Лютиковые (Ranunculaceae). В некоторых системах классификации включался в род Лютик (Ranunculus) в ранге подрода.

## Ботаническое описание
Род представлен многолетними травянистыми растениями с клубеньковыми корнями. Листья в большом количестве в прикорневой розетке, также спирально вдоль стебля, простые, широкояйцевидной формы, с сердцевидным основанием, в пазухах иногда с своеобразными «луковичками».
Цветки одиночные и располагаются супротив листьев или в немногоцветковых щитках. Чашечка состоит из трёх чашелистиков. Венчик из 7—12 лепестков ярко-жёлтого цвета, иногда махровый.
Плод — многоорешек, плодики расположены спиралеобразно, яйцевидные, немного сплюснутые.

## Таксономия

### Синонимы
- Ranunculus sect. Ficaria (Guett.) Benth. & Hook.f., 1862
- Ranunculus subg. Ficaria (Guett.) L.D.Benson, 1940

### Виды
- Ficaria fascicularis K.Koch, 1841 — Чистяк пучковатый
- Ficaria ficarioides (Bory & Chaub.) Halácsy, 1900 — Чистяк настоящий
- Ficaria verna Huds., 1762, nom. nov. — Чистяк весенний
  - Ficaria verna subsp. bulbilifera Á.Löve & D.Löve, 1961
  - Ficaria verna subsp. calthifolia (Rchb.) Nyman, 1878 — Чистяк калужницелистный
  - Ficaria verna subsp. chrysocephala (P.D.Sell) Stace, 2009
  - Ficaria verna subsp. fertilis (A.R.Clapham ex Laegaard) Stace, 2009
  - Ficaria verna subsp. ficariiformis (Rouy & Foucaud) B.Walln., 2008